# Linha 16 do Metropolitano de Paris
A Linha 16 do Metrô de Paris é uma linha em projeto da rede do Metrô de Paris. Ele vai ligar para o horizonte 2030 Noisy - Champs a Saint-Denis Pleyel, servindo 10 estações em 27,5 km, constituindo o ramo oriental da rede de transporte do Grand Paris Express.
A linha está prevista para ser operada com um material similar ao da linha 15, mas com trens formados de três carros (54 metros), com uma capacidade de 500 passageiros ao redor, a fim de reduzir os custos de construção e operação, as previsões de tráfego não justificam um metrô de alta capacidade.
A gestão do projeto de engenharia e das estações foi confiada a Egis Rail que está na cabeça do consórcio composto de Tractebel Engineering e de vários escritórios de arquitetura para projetar as várias estações do trecho.

Plano da linha.

## História

### Consulta
Esta linha é a herdeira do segmento leste da linha vermelha do Grand Paris Express, projeto iniciado por Nicolas Sarkozy em 2009 antes da fusão com Arc Express, projeto de metro em anel defendido pelo STIF.
Em 6 de março de 2013, o Primeiro-ministro Jean-Marc Ayrault revelou o mapa da futura rede do Nouveau Grand Paris (novo nome do Grand Paris Express), no qual aparece pela primeira vez a denominação de "linha 16" para designar a seção da linha vermelha entre Noisy - Champs e Saint-Denis Pleyel. Foi também nesta ocasião que foi indicada uma data eventual de inauguração, em 2023, bem como a escolha de um metrô menor do que o de 120 metros inicialmente planejado.
Em 18 de julho de 2013, a Société du Grand Paris informou à Commission nationale du débat public (CNDP) dos termos da consulta que ela pretende implementar no trecho Noisy - Champs/Saint-Denis Pleyel/Mairie de Saint-Ouen da rede de transportes da Grande Paris e Henri Watissée foi nomeado pela CNPD garante desta consulta. Esta consulta ocorreu de 18 de novembro a 18 de dezembro de 2013.
Em 4 de julho de 2014, o conselho de supervisão da Société du Grand Paris, aprovou a operação de investimento do trecho ligando Noisy-Champs a Saint-Denis Pleyel, das futuras linhas 16, 17 Sul, 14 Norte do Grand Paris Express, para um total de 3,490 bilhões de euros.

### Enquete pública
O registro da enquete pública do projeto foi passado, 7 de março de 2014, à Autoridade Ambiental. A consulta pública ocorreu de 13 de outubro a 24 de novembro de 2014. A comissão da enquete apresentou, em 9 de fevereiro de 2015, um parecer favorável unânime. 
A construção da linha foi declarada de utilidade pública em 28 de dezembro de 2015.

### Obras
As obras preparatórias (desvios de redes, etc.) começaram em março de 2016.

## Estações

Traçado real da linha.

A linha 16 do metrô constituirá uma ligação em anel servindo os subúrbios remotos da capital, no departamento de Seine-Saint-Denis. O serviço de Clichy-sous-Bois e de Montfermeil, em particular, permitirá desenclavar estas comunidades atualmente remotas de qualquer meio de transporte pesado as ligando às linhas B e E do RER, bem como os pólos de desenvolvimento econômicos de Noisy-le-Grand e de Plaine Commune. 
Com um comprimento de 27,5 km aproximadamente do qual um núcleo comum de 5,5 km com a linha 17, entre Saint-Denis Pleyel e Le Bourget RER, ela irá servir dez estações entre Noisy - Champs e Saint-Denis Pleyel.
- Noisy - Champs
- Chelles
- Clichy - Montfermeil
- Sevran - Livry
- Sevran - Beaudottes
- Aulnay
- Le Blanc-Mesnil
- Le Bourget RER
- La Courneuve - Six Routes
- Saint-Denis Pleyel